# Trophée d'Europe II masculin de hockey sur gazon des clubs 2024
Navigation
Banbridge 2023 2025
Le Trophée d'Europe II de hockey sur gazon des clubs 2024 est la 4e édition du tournoi tertiaire européen de clubs masculins de hockey sur gazon organisé par la Fédération européenne de hockey et la quatrième édition depuis qu'il a été rebaptisé du Trophée d'Europe des clubs au Trophée d'Europe II masculin de hockey sur gazon des clubs,. Il se tient à Zagreb, en Croatie, du 16 au 19 mai 2024.
Le club irlandais du Banbridge HC devant remettre son titre en jeu est absent de l'édition de cette année en raison de son implication en Euro Hockey League 2023-2024.

## Équipes
- HAHK Mladost
- København HK
- Slagelse HK
- HC Bra
- KS Pomorzanin Toruń
- Casa Pia AC
- Nizip Zeugma SK
- HC SHVSM Olimpia Vinnitsa

## Critères
En cas d'égalité de points de plusieurs équipes à l'issue des matchs de poule, les critères suivants sont appliqués dans l'ordre indiqué pour établir leur classement :
1. points de chaque équipe ;
2. matchs gagnés ;
3. différence de buts ;
4. buts pour ;
5. plus grand nombre de points obtenus dans les matchs de poule disputés entre les équipes concernées ;
6. buts marqués en plein jeu.

## Phase préliminaire
Légende :
- Tour pour les médailles
- Tour de classement

### Poule A
| Rang | Équipe                      | Pts | J | G | N | P | Bp | Bc | Diff |
| ---- | --------------------------- | --- | - | - | - | - | -- | -- | ---- |
| 1    | Nizip Zeugma SK             | 11  | 3 | 2 | 0 | 1 | 8  | 3  | +5   |
| 2    | Casa Pia AC P               | 8   | 3 | 1 | 1 | 1 | 3  | 3  | 0    |
| 3    | Slagelse HK                 | 7   | 3 | 1 | 1 | 1 | 4  | 7  | -3   |
| 4    | HC SHVSM Olimpia Vinnitsa R | 5   | 3 | 0 | 2 | 1 | 5  | 7  | -2   |

| 16 mai 2024 | HC SHVSM Olimpia Vinnitsa | 2 - 2 | Casa Pia AC               |
| 16 mai 2024 | Slagelse HK               | 1 - 5 | Nizip Zeugma SK           |
| 17 mai 2024 | Casa Pia AC               | 1 - 0 | Nizip Zeugma SK           |
| 17 mai 2024 | Slagelse HK               | 2 - 2 | HC SHVSM Olimpia Vinnitsa |
| 18 mai 2024 | HC SHVSM Olimpia Vinnitsa | 1 - 3 | Nizip Zeugma SK           |
| 18 mai 2024 | Casa Pia AC               | 0 - 1 | Slagelse HK               |

### Poule B
| Rang | Équipe                | Pts | J | G | N | P | Bp | Bc | Diff |
| ---- | --------------------- | --- | - | - | - | - | -- | -- | ---- |
| 1    | HC Bra                | 11  | 3 | 2 | 0 | 1 | 12 | 3  | +9   |
| 2    | KS Pomorzanin Toruń P | 11  | 3 | 2 | 0 | 1 | 13 | 5  | +8   |
| 3    | HAHK Mladost H        | 10  | 3 | 2 | 0 | 1 | 7  | 9  | -2   |
| 4    | København HK R        | 0   | 3 | 0 | 0 | 3 | 1  | 16 | -15  |

| 16 mai 2024 | København HK        | 1 - 4 | KS Pomorzanin Toruń |
| 16 mai 2024 | HAHK Mladost        | 2 - 1 | HC Bra              |
| 17 mai 2024 | KS Pomorzanin Toruń | 1 - 3 | HC Bra              |
| 17 mai 2024 | HAHK Mladost        | 4 - 0 | København HK        |
| 18 mai 2024 | København HK        | 0 - 8 | HC Bra              |
| 18 mai 2024 | KS Pomorzanin Toruń | 8 - 1 | HAHK Mladost        |

## Tour de classement

### Match pour la7eplace
| Match 13          | HC SHVSM Olimpia Vinnitsa      | 2 - 1   | København HK |                                   |                                   |
| 19 mai 2024 09h00 | Mazurkevych 48e · Andreiev 50e | (0 - 0) | 56e Portugal | Arbitrage : Kamaal Khan Ali Sahin | Arbitrage : Kamaal Khan Ali Sahin |
| 19 mai 2024 09h00 | Rapport                        |         |              | Arbitrage : Kamaal Khan Ali Sahin | Arbitrage : Kamaal Khan Ali Sahin |

### Match pour la5eplace
| Match 14          | HAHK Mladost | 0 - 6   | Slagelse HK                                                              |                                      |                                      |
| 19 mai 2024 11h15 |              | (0 - 3) | 6e Diesing · 11e, 44e Thorsted · 30e N. Moll · 46e Hansen · 54e Sørensen | Arbitrage : Fraser Bell Marco Santos | Arbitrage : Fraser Bell Marco Santos |
| 19 mai 2024 11h15 | Rapport      |         |                                                                          | Arbitrage : Fraser Bell Marco Santos | Arbitrage : Fraser Bell Marco Santos |

## Tour pour les médailles

### Match pour la3eplace
| Match 15          | Casa Pia AC                       | 4 - 7   | KS Pomorzanin Toruń                                                        |                                            |                                            |
| 19 mai 2024 13h30 | Ribiero 8e, 42e, 58e · Mielle 15e | (2 - 0) | 33e, 44e, 57e Rutkowski · 37e, 50e K. Makowski · 45e Ziélinski · 52e Luppa | Arbitrage : Malcolm Coombes Walther Larsen | Arbitrage : Malcolm Coombes Walther Larsen |
| 19 mai 2024 13h30 | Rapport                           |         |                                                                            | Arbitrage : Malcolm Coombes Walther Larsen | Arbitrage : Malcolm Coombes Walther Larsen |

### Finale
| Match 16          | HC Bra                              | 3 - 3             | Nizip Zeugma SK                    |                                                     |                                                     |
| 19 mai 2024 15h45 | Koshelenko 11e, 12e, 19e            | (3 - 1)           | 17e, 56e Karakus · 60e Ataş        | Arbitrage : Lucien Vanderborght Maksym Perepelytsia | Arbitrage : Lucien Vanderborght Maksym Perepelytsia |
| 19 mai 2024 15h45 | Rapport                             |                   |                                    | Arbitrage : Lucien Vanderborght Maksym Perepelytsia | Arbitrage : Lucien Vanderborght Maksym Perepelytsia |
| 19 mai 2024 15h45 | Garbaccio · Giraudo · Raimo · Bhana | Tirs au but 1 - 3 | Karakus · Ataş · Özdemir · Korkmaz | Arbitrage : Lucien Vanderborght Maksym Perepelytsia | Arbitrage : Lucien Vanderborght Maksym Perepelytsia |

## Classement final
| Rang                       | Groupe | Équipe                      | J | V | N | P | BP | BC | +/- | Pts |
| -------------------------- | ------ | --------------------------- | - | - | - | - | -- | -- | --- | --- |
| Médaille d'or, Europe      | A      | Nizip Zeugma SK             | 4 | 2 | 1 | 1 | 11 | 6  | +5  | 7   |
| Médaille d'argent, Europe  | B      | HC Bra                      | 4 | 2 | 1 | 1 | 15 | 6  | +9  | 7   |
| Médaille de bronze, Europe | B      | KS Pomorzanin Toruń P       | 4 | 3 | 0 | 1 | 20 | 9  | +11 | 9   |
| 4                          | A      | Casa Pia AC P               | 4 | 1 | 1 | 2 | 7  | 10 | -3  | 4   |
| 5                          | A      | Slagelse HK                 | 4 | 2 | 1 | 1 | 10 | 7  | +3  | 7   |
| 6                          | B      | HAHK Mladost H              | 4 | 2 | 0 | 2 | 7  | 15 | -8  | 6   |
| 7                          | A      | HC SHVSM Olimpia Vinnitsa R | 4 | 1 | 2 | 1 | 7  | 8  | -1  | 5   |
| 8                          | B      | København HK R              | 4 | 0 | 0 | 4 | 2  | 18 | -16 | 0   |

|  | Club promu en Trophée I 2025     |
|  | Club relégué en Challenge I 2025 |